# 관상동맥우회로이식술

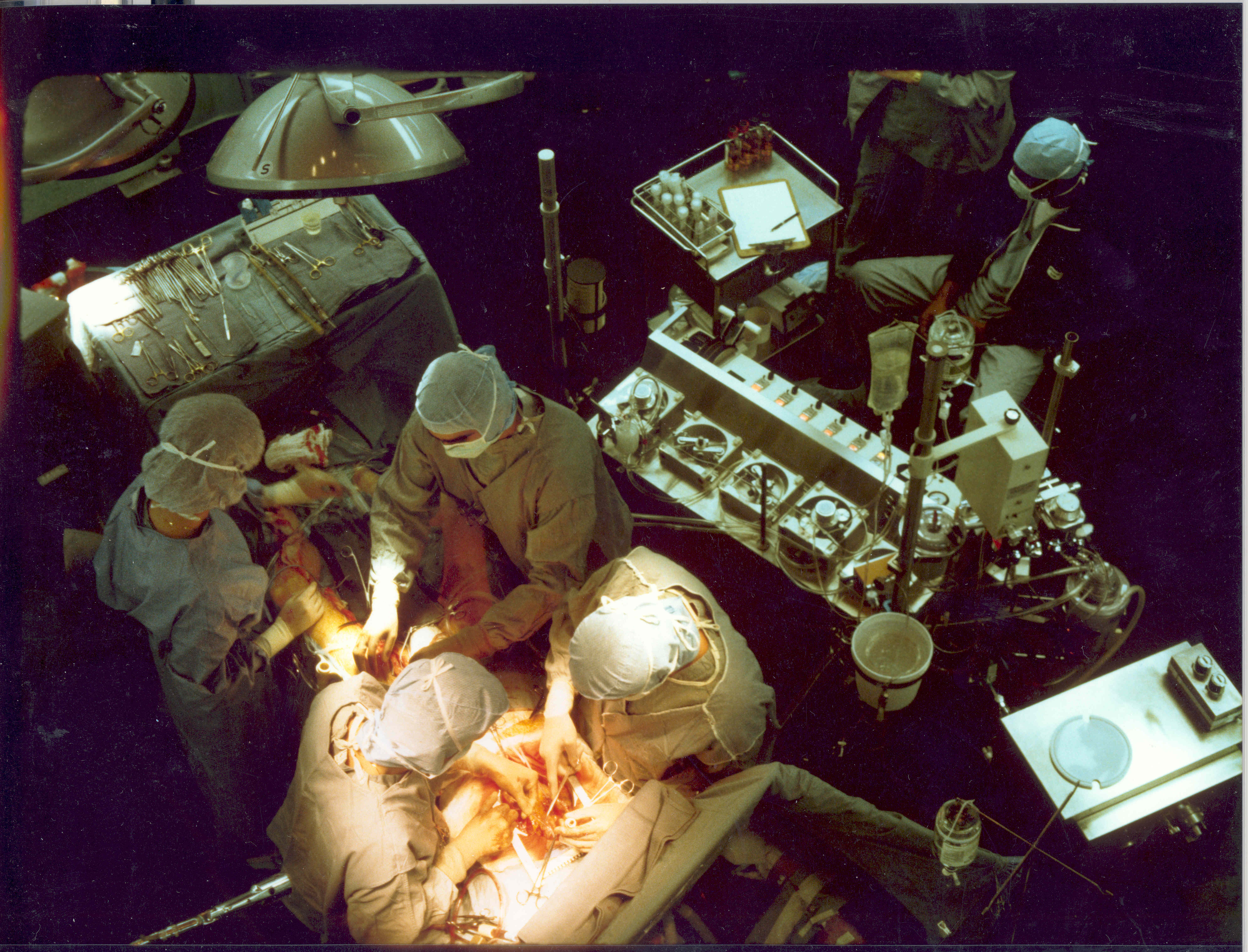
관상동맥 우회로 이식술중 관상동맥과 연결할 정맥을 다리에서 채취하고있는 장면

관상 동맥 우회로 이식술(영어: coronary artery bypass graft surgery, 의학: CABG) 또는 관상 동맥 우회술(영어: Coronary Artery Bypass Surgery) 등으로 불리는 이 수술법은 협심증으로 인한 흉통을 완화하고 관상동맥 질환으로 인한 사망을 예방하기 위한 수술이다. 동맥이나 정맥을 환자의 관상동맥과 우회이식하여, 심근에 혈액을 공급하는 관상동맥 순환을 원활히 하는 수술로써 인공심폐기를 이용해 대부분 심장이 정지된 상태에서 수술하지만, 환자 상태에 따라서 심장이 뛰고 있는 상태에서도 수술하기도 한다.

## 역사
관상동맥 우회로 이식수술은 1960년 5월 2일 미국 알버트 아인슈타인 의학전문대학원 브롱스 시립병원에서 Dr. Robert Goetz가 이끄는 수술팀에 의해 처음 시행되었다.

## CABG와 PCI
관상동맥 질환을 치료하는 방법은 관상동맥우회로이식술(CABG) 말고도 경피적관동맥중재술(PCI)이 이용된다.
CABG는 복수 관상동맥 질환(Multivessel CAD)이 있는 일부 환자에게 PCI보다 우수한 결과가 있었다.
CABG와 Bare Metal Stent를 이용한 PCI 수술을 받은 환자들을 조사한 SoS 연구에 의하면 복수 관상동맥 질환이 있는 환자는 PCI보다 CABG가 우수한 결과를 보였다.
또한 CABG와 약물 용출성 스탠트 (DES:Drug-Eluting Stents)를 이용한 PCI 수술을 받은 복수관상동맥 질환환자 1,800명을 조사한 SYNTAX 연구에서도 술후 12개월 내에 중요한 심장 관련사건 (MACE: Major Adverse Cardiac Events)과 중요한 뇌혈관 관련사건(Major Adverse Cerebrovascular Events)이 발생한 비율이 DES그룹(17.8%)에 비해 CABG(12.4%)가 낮았다.

## OPCAB
항상 움직이고 있는 심장에 굵기 수밀리미터의 혈관을 꿰매는 것은 매우 어려운 수술이다. 그렇기 때문에 CABG에는 인공심폐 장치에 의한 체외순환을 사용해 심장을 정지시키고 봉합을 실시하는 것이 일반적이었다. 그러나 안정기(stabilizer)라고 하는 기구를 이용해 심장의 표면을 흡착해, 봉합하는 부위만 움직임을 멈추는 것으로 심장이 움직이고 있는 상태인 채 수술하는 것이 가능해졌다. 이 방법을 오프 펌프 CABG(OPCAB)라고 부른다.

### 장·단점
OPCAB의 장점은 인공심폐를 사용하지 않는 것으로 인공심폐의 부작용을 회피할 수 있는 것이다. 또, 동맥 경화가 몹시 심하여 인공심폐를 사용할 수 없는 경우에서도 수술을 실시할 수 있는 이점이 있다. 하지만, OPCAB의 단점으로는 수술하기 위해 심장의 움직임을 인위적으로 억제하기 위해서 인공 장치를 통해 심장을 정지시키기 때문에 심장의 기능에 여유가 없는 경우 수술을 실시할 수 없는 것이나 수술 조작 중에 일시적으로 관동맥의 혈류가 감소해 부정맥이 생길 가능성이 있는 것, 수술 의사의 높은 기량이 요구되는 것 등이다.

## 합병증
관상동맥우회로이식 수술을 받은 환자들은 일반적수술 합병증에 더하여 관상동맥 우회로 이식수술로 발생할 수 있는 합병증의 위험이 있다.

## 시술 후의 사망률
흉부외과 학회가 정리한 보고서에 의하면 연간의 수술 실시 회수가 15건 미만의 의료 기관의 사망률은 3.8% 정도이고, 49건 이상의 병원의 사망률은 1.6%이다.

## 참조
1. ↑  Dee R (2003). “Who assisted whom?”. 《Tex Heart Inst J》 (Houston: Texas Heart Institute) 30 (1): 90. PMC 152850. PMID 12638685.
2. ↑  The Stent or Surgery (SoS) Trial - Full Text View - ClinicalTrials.gov
3. ↑  SoS Investigators (2002년 9월 28일). “Coronary artery bypass surgery versus percutaneous coronary intervention with stent implantation in patients with multivessel coronary artery disease (the Stent or Surgery trial): a randomised controlled trial”. 《Lancet》 360 (9338): 965–70. doi:10.1016/S0140-6736(02)11078-6. PMID 12383664.
4. ↑  Serruys, P.W.; Morice M.-C.; Kappetein A.P.;  외. (2009년 3월 5일). “Percutaneous Coronary Intervention versus Coronary-Artery Bypass Grafting for Severe Coronary Artery Disease”. 《N Engl J Med》. doi:10.1056/NEJMoa0804626.

## 같이 보기
- 혈관성형술
- 흉부외과
- 드레슬러 증후군
- 혼성 관상동맥 혈관재생술
- 완전 내시경 관상 동맥 우회술(TECAB)